# Lorenzo Franchi (peintre)
Ne doit pas être confondu avec Lorenzo Franchi.
Lorenzo Franchi (né à Bologne vers 1565 et mort en 1632) est un peintre italien de style maniériste ou baroque tardif, qui fut surtout actif à Reggio d'Émilie.

## Biographie
Lorenzo Franchi est l'élève de Camillo Procaccini et s'installe avec lui à Reggio d'Émilie. Avec le temps, son style ressemble fortement à celui des frères Annibale et Ludovico Carracci. Il peint pour la basilique San Prospero de Reggio d'Émilie et pour la demeure du Signore Giovanni Casotti. Il signe une Vierge à l'Enfant assise avec saint Jean-Baptiste à l'église San Tommaso et une Sainte Ursule pour une chapelle latérale de l'église Saint-Zénon ; on lui doit aussi les fresques de la chapelle du Très-Saint-Rosaire de l'église San Domenico.
En dehors de Reggio, ses œuvres peuvent être admirées à San Pellegrino au-delà de la Porta Castello. Il a peint aussi un certain nombre de bannières de procession, domaine dans lequel il rivalise avec Sisto Badalocchio. Lorsque son frère meurt à Bologne, ses neveux et nièces sont laissés sans soutien et Lorenzo Franchi retourne à Bologne s'occuper d'eux ; mais la compétition est féroce entre peintres et finalement il retourne en 1631 à Reggio où il peint entre autres une Vierge de l'Annonciation entourée d'un chœur d'anges, pour l"église Santi Giacomo e Filippo,.